# Lenk im Simmental
Lenk im Simmental (en francés La Lenk) es una comuna suiza del cantón de Berna, situada en el distrito administrativo de Obersimmental-Saanen. Limita al norte con la comuna de Sankt Stephan, al este con Adelboden y Leukerbad (VS), al sur con Mollens (VS), Randogne (VS), Icogne (VS) y Ayent (VS), y al oeste con Lauenen y Saanen.
Hasta el 31 de diciembre de 2009 situada en el distrito de Obersimmental.

## Transporte
- Línea ferroviaria MOB Zweisimmen - Lenk.